# 真崎航
真崎 航（まさき こう、1983年7月20日 - 2013年5月18日/29歳）は、日本のゲイビデオ男優。岩手県盛岡市出身。

## 人物
飛行機好きで、名前の由来となっている。また、実際に航空会社に勤務していたことがある。
オーストリアに住んでいたことがあり、札幌には大学時代に住んでいた。
多くのゲイビデオに出演し、GOGO BOYとしても精力的に活動した。
趣味は、Hの勉強として「エロ画像」を集めること。特技は「フェラチオ」、「飲精」、「連続発射(連続射精)」など。
性格は天然でのんびり屋。ビデオでのイメージとは違い、喋りの口調は優しかった。
『ゲイミルク牧場』（ソフト・オン・デマンド、2012年）において演じた牧場主が好評を博し、非ゲイ・ノンケの世界においても幅広く認知されるに至った。
体質のためか、精液に粘りがないため「水精子」というあだ名があった。
日本での活動が中心であったが、中国、タイ王国でも人気を博した。
2013年5月3日の朝に急性虫垂炎（盲腸破裂）と腹膜炎を併発したため緊急手術後に入院した。その後しばらくは小康状態が続いたが、予後不良による敗血症を生じ、播種性血管内凝固症候群に至り、2013年5月18日午前6時21分に夭逝した。なお2017年2月21日夜、恋人であり中国で人気のボーイであった天天（Sky）も韓国・ソウルにて交通事故で他界している（享年35歳）。

## 海外
中国では多くの中国人が集まるゲイタウンでのGOGO BOY活動を行ったことがある。

## 出演作品
- 変態筋肉モンスター
- 変態筋肉モンスター2
- 変態筋肉モンスター3
- 夏恋シンドバッド２ (Bravo!!)
- 最強巨大種竿伝説 航 BEST of BEST
- 筋肉肛門スペルマスーツ
- アナルのプリンス２
- 濡穴
- 「極タチ〜ノンケに男のエッチ教えます〜」シリーズ (G@mes)
- 「航のり」シリーズ (G@mes)
- 「2010 Wild Cup」2010年6月 (G@mes)
- 宅配ちんこ〜航編〜 (G@mes)
- バーチャルデートXIII〜浩司編〜  (G@mes)
- バーチャルハッテンバ〜RANGER編〜  (G@mes)
- 男獄〜八の巻〜『処理穴調教クラブ』 (G@mes Wild)
- 体育会Yeaah!初風号  (G@mes Wild)
- 体育会Yeaah!春光号  (G@mes Wild)
- 凄筋人(すごきんちゅ)2 BUST＜FUCKER
- 凄筋人(すごきんちゅ)3 「大人の剛尻」
- リーマン純情
- 筋肉.children ミスチル　～イノセントな筋肉青年達が大人のワールドへ
- how beautiful you are (浜崎あゆみ)

など